# Ahmed Bencherif
Ahmed Bencherif, né le 25 avril 1927 à Hassi Bahbah (Djelfa) et mort le 21 juillet 2018 à Paris, est un militaire et un homme politique algérien.
Il est commandant de la Gendarmerie nationale algérienne de 1962 à 1977 et après le coup d’État du 19 juin 1965 il devient membre du Conseil de la Révolution de 1965 à 1978. Il est ministre de l'hydraulique, de la mise en valeur des terres et de la protection de l'environnement de 1977 à 1979, sous la présidence d'Houari Boumédiène. 

## Biographie
Fils de bachagha, Ahmed Bencherif est né en avril 1927 à Djelfa en Algérie. 

### Lutte pour l'indépendance algérienne
Il s'engage en 1948 dans l'armée française et y fait carrière. Il participe à la guerre d'Indochine en tant que caporal. Il est promu en 1957 au grade de sous-lieutenant après avoir suivi les cours de l'École nationale des sous-officiers d'active à Saint-Maixent. Lors de la guerre d'Indochine, il découvre les réalités du monde colonial. Le 30 juillet 1957, il déserte le 1er régiment de tirailleurs algériens pour rejoindre l'Armée de libération nationale, avec 6 autres militaires depuis un poste proche de Sour El Ghozlane. Ils prennent des armes et tuent 14 militaires. Les conditions de cette désertion lui assurent une « forte légitimité » dans la suite de son parcours militaire et politique,,.
Après avoir combattu en Wilaya IV (Algérois), il se rend en Tunisie où entre 1958 et 1959 au sein de l'armée des frontières, il commande alors l'école d'officiers de l'armée de libération nationale (A.L.N.),. Membre du Conseil national de la Révolution algérienne (CNRA) en janvier 1960, il est nommé à la tête de la Wilaya IV en juillet de la même année. Le 13 mars 1960, lors de la Bataille des Frontières sur les 8 300 combattants qui prennent d'assaut la ligne Morice (barrage électrifiée le long de la frontière entre la Tunisie et l’Algérie), il réussit le franchissement avec son unité de 100 commandos, dont 40 y laisserent leur vie, et 120 tonnes de munitions et à rejoindre le PC de la Wilaya IV. Il est rapidement capturé le 28 octobre 1960 et condamné  à mort pour trahison par le tribunal militaire d'Alger. Une décision de Paris l'arrache à la justice militaire et l'expédie en France d'où il servira de monnaie d'échange pour libérer le brigadier Lanfroy prisonnier du FLN[réf. nécessaire].
Le premier Ministre, Michel Debré, s’opposa à son transfert en métropole puis à sa grâce. Mais le dossier de Benchérif fut égaré or « on n’exécute pas un condamnés à mort dont le dossier judiciaire a disparu ».
Le 15 février 1961, Ahmed Bencherif rédige une lettre accusant le député Pierre Lagaillarde d'assassinats, de disparitions et de tortures de musulmans en 1957. Pour Le Monde qui rapporte la teneur de cette missive, les précisions de noms et de dates nécessiteraient l'ouverture d'une enquête. Celle-ci est ouverte en avril 1961.

### Après l'indépendance (1962)
Il est libéré en avril 1962 après les accords d'Évian, à la demande du GPRA  ( J.O. Sénat. Séance du mardi 8 mai 1962) et part à Genève où il achève son récit-témoignage L’Aurore des mechtas puis rejoint l’État-Major général de Houari Boumedienne qui le rétablit dans ses fonctions de chef de la Wilaya algéroise[réf. nécessaire]. En septembre 1962, il est désigné comme commandement de la Gendarmerie nationale algérienne. Il conserve ce poste pendant plus de 14 ans jusqu’au 21 avril 1977, il est alors nommé ministre de l'hydraulique, de la mise en valeur des terres et de la protection de l'environnement.
En 1964, Ahmed Bencherif est membre de la Cour martiale qui condamne à mort pour haute trahison Mohamed Chabani, celui-ci est fusillé le 3 septembre 1964,. 
Membre du Comité central du FLN en avril 1964, le colonel Benchérif participe au coup d’État du 19 juin 1965 et devient membre du Conseil de la Révolution, comprenant 26 personnalités, de 1965 à 1978.
En 2006, il prend la tête de l'instance nationale de libération de la famille révolutionnaire afin de protéger l´image des « véritables révolutionnaires » et leurs enfants mais aussi d'éviter l'utilisation politique à mauvais escient de la révolution algérienne.
Ahmed Bencherif meurt le 21 juillet 2018 dans le 15e arrondissement de Paris, à l’âge de 91 ans,. Il est inhumé à Djelfa.

## Publication
- Ahmed Bencherif, L'aurore des mechtas quelques épisodes de la guerre d'Algérie, SNED, 1969, 117 p.